# インドクリケット管理委員会
インドクリケット管理委員会（インドクリケットかんりいいんかい、英語: Board of Control for Cricket in India、略称：BCCI）は、インドのクリケット界を統括し代表する国内競技連盟。創立は1928年。本部はムンバイのクリケットセンターにある。

## 概要
インドクリケット管理委員会（以下、BCCI）は、1928年に設立され、インド各州のクリケット協会の連合体である。クリケットインド代表などナショナルチームやインディアン・プレミアリーグなど国内リーグを統括し、運営している。2023年2月現在、ロジャー・ビニーが現職のBCCI会長であり、ジェイ・シャーが書記である。ジェイ・シャーは第2次モディ内閣で内務大臣をしていたアミット・シャーの息子である。BCCIは世界のクリケット界において、影響力の大きい団体である。英連邦諸国を中心に世界で3億人以上の競技人口を有するクリケットだが、BCCIがオリンピックへの参加に反対の立場をとっていたことが、オリンピック競技候補に挙がることが長年なかったことの要因の一つとされる。
BCCIは2024年から2027年までの国際クリケット評議会（ICC）の収益の38.5%を受け取ることになっており、2番手のイングランド・ウェールズクリケット委員会の6.9%を大きく上回っている

## 主催事業

### 男子の大会
- インディアン・プレミアリーグ（IPL）
- ランジ・トロフィー（英語版）
- ヴィジャイ・ハザレ・トロフィー（英語版）
- サイード・ムシュタク・アリー・トロフィー（英語版）
- ドゥリープ・トロフィー（英語版）
- ディオダール・トロフィー（英語版）
- イラニ・カップ（英語版）

### 女子の大会
- 女子プレミアリーグ（WPL）
- 女子シニア・ワン・デイ・トロフィー（英語版）
- 女子シニア・T20トロフィー（英語版）

## スポンサー
- アディダス
- アムブジャ・セメント
- 現代自動車インド（英語版）（現代自動車の子会社）
- ドリーム11（英語版）